# Alexander Bangiev
Alexander Bangiev (nacido el 16 de noviembre de 1946 en Dusambé, Tayikistán) es un ajedrecista alemán, entrenador y autor, que desarrolló el polémico Método Bangiev.

## Biografía
Alexander Bangiev vive desde 1992 en Alemania. Fue en 1994 campeón en la Baja Sajonia y ganó el título de nuevo en 1995, 1996 y 1998. En 1994, obtiene el título de Maestro Internacional.
En la temporada 1992/93 jugó en el SK Bielefeld en la Bundesliga . En 1993 se trasladó a Isernhagen, jugó en las Grandes Ligas, y en ocasiones en la segunda Bundesliga. Después de una larga pausa terminó jugando en 2005 en el Hanover PSC. En varias ocasiones participó en las finales del campeonato alemán.
En 2010 alcanzó un ELO 2440. Su práctica está limitada en los últimos años en la capacitación para el trabajo (C y B-Formación licencia del OSD ) y el desarrollo de un método de pensamiento.

## Método Bangiev
Fue el programador del método llamado Bangiev o "método B". Pretende ser una guía para el pensamiento científico del ajedrez.
Se compone de tres partes:
- Teoría : La estrategia de Campos, una teoría de ajedrez basada en la primacía de los campos. Se supone que hay ciertas áreas que permanecen durante todo el juego de juego o la determinación de su importancia estratégica.
- Método : Los campos de método de pensar, una manera de pensar en el ajedrez, la estrategia se basa en los campos. Sobre la base de las áreas clave de cierto tipo de posiciones en cuestión se examinan.
- Práctica : entrenamiento de ajedrez, fundamentado en los ámbitos de la estrategia, en los campos de la técnica de aplicación tren de pensamiento y en la que la propia técnica pensando en recibir una formación sistemática.

## Crítica al método
El método Bangiev es ampliamente criticado. Una objeción es que el método recoge bases unidimensionales y sólo con juegos especialmente seleccionados. El beneficio global es dudoso.
El Gran Maestro escocés Jonathan Rowson describe el concepto de estrategia campos como "confuso" y "incoherente". Se recomienda mantenerlo.
Además, algunos entrenadores de ajedrez como Wilhelm Schlemermeyer y Uwe Kersten desaconsejan este método.

## Obras
- Developments in the King’s Gambit 1980 - 88, Quadrant Marketing Ltd, London 1989
- Developments in the Sicilian 2.f4 1980 - 88, Quadrant Marketing. Ltd, London 1989
- Das angenommene Königsgambit mit 3.Sc3, Verlag Reinhold Dreier, Ludwigshafen 1993 (zusammen mit Volker Hergert)
- Das angenommene Königsgambit. Die Logik, Verlag Reinhold Dreier, Ludwigshafen 1996
- Die Logik des abgelehnten Königsgambits, Verlag Ellen Harenberg-Labs, Hannover 1999, ISBN 3-89042-034-6
- Die Tarrasch-Verteidigung, CD-ROM, ChessBase GmbH, Hamburg 1999
- Das Gambit-Lexikon, CD-ROM, ChessBase GmbH, Hamburg 1999
- Das Königsgambit, CD-ROM, ChessBase GmbH, Hamburg 1999, ISBN 3-932466-62-4
- Die Philidor-Verteidigung, CD-ROM, ChessBase GmbH, Hamburg 2002, ISBN 3-935602-36-7
- Felderstrategie 1, Taktik, CD-ROM, ChessBase GmbH, Hamburg 2004, ISBN 3-937549-17-X
- Felderstrategie 2, Eröffnung, CD-ROM, ChessBase GmbH, Hamburg 2005, ISBN 3-937549-46-3
- Felderstrategie 3, Mittelspiel, CD-ROM, ChessBase GmbH, Hamburg 2005, ISBN 3-937549-55-2
- Eröffnungsrepertoire für Schwarz, CD-ROM, ChessBase GmbH, Hamburg 2006, ISBN 3-937549-81-1
- Weiß-Repertoire 1.e4, CD-ROM, ChessBase GmbH, Hamburg 2006, ISBN 3-935602-65-0
- Felderstrategie für Morra-Gambit, Silbersaiten Verlag, Hildesheim 2006, ISBN 3-939345-04-0
- Felderstrategie: Taktik, Silbersaiten Verlag, Hildesheim 2006, ISBN 3-939345-05-9
- Felderstrategie: Denkmethode, Silbersaiten Verlag, Hildesheim 2006, ISBN 3-939345-06-7
- Der Kinder-Schachlehrgang: Heft 1: Schachregeln, Silbersaiten Verlag, Hannover 2010, ISBN 978-3-939345-35-0
- Der Kinder-Schachlehrgang: Heft 2: Matt dem König!, Silbersaiten Verlag, Hannover 2010, ISBN 978-3-939345-36-7